# میسون گمبل
میسون گمبل (انگلیسی: Mason Gamble؛ زادهٔ ۱۶ ژانویهٔ ۱۹۸۶) یک هنرپیشه اهل ایالات متحده آمریکا است. وی بین سال‌های ۱۹۹۳ تا ۲۰۱۱ میلادی فعالیت می‌کرد.

## گزیده فیلمشناسی
از فیلم‌ها یا برنامه‌های تلویزیونی که وی در آن نقش داشته‌است می‌توان به آثار زیر اشاره کرد.
- دنیس تهدید (فیلم) (۱۹۹۳)
- ضد جاسوسی (۱۹۹۶)
- گاتاکا (۱۹۹۷)
- راشمور (۱۹۹۸)
- جاده آرلینگتون (۱۹۹۹)
- نسخه اولیه (۱۹۹۶)
- بخش فوریت‌های پزشکی (مجموعه تلویزیونی) (۱۹۹۷)
- سی‌اس‌آی: میامی (۲۰۰۶)